# Sébastien Joly
Sébastien Joly (født 25. juni 1979 i Tournon, Frankrig) er en tidligere professionel landevejscykelrytter.